# Miguel Ceballos
Miguel Antonio Ceballos Arévalo (Bogotá, 6 de octubre de 1966) es un politólogo, filósofo, docente, generador de emprendimiento y abogado colombiano. Fue Director del Instituto de DDHH de la Universidad Javeriana, Ex-Viceministro de Justicia (2009-2010) y ex Alto Comisionado de Paz (2018-2021)

## Biografía
Nació en Bogotá, el 6 de octubre de 1966. Estudió derecho en la Pontificia Universidad Javeriana, y obtuvo posteriormente una maestría en filosofía política de la Universidad Gregoriana de Roma, así como un Doctorado en derecho de la Universidad Sergio Arboleda. 
En la actualidad es aspirante  a la Presidencia de la República de Colombia por TU Movimiento - Transformando y Uniendo a Colombia . Fue Alto comisionado de Paz en el gobierno de Iván Duque, al cual renunció en el mes de mayo del 2021. 
Entre su trayectoria como docente se destaca su rol como decano de la Escuela de política de la Universidad Sergio Arboleda de Bogotá. 
En el año 2000 fue asesor del enviado especial del Secretario General de las Naciones Unidas para el proceso de paz en Colombia, el ex vicecanciller noruego Jan Egeland.  
Ocupó como Director Jurídico de la Universidad Javeriana; Fundador y Director del Instituto de Derechos Humanos y Relaciones Internacionales de la Universidad Javeriana; Secretario Ejecutivo de la Comisión de Conciliación Nacional, entidad facilitadora de Paz en Colombia. 
Director general del Programa Colombia de la Universidad de Georgetown en Washington D. C., cargo en el que promovió las políticas de seguridad ciudadana en más de 14 ciudades colombianas. 
En 2008 hizo parte de la “Comisión de Ajuste Institucional”, que diseñó la Reforma Política que finalmente será aprobada en 2009. Entre 2009 y 2010 participó activamente en el diseño y gestión para aprobación de dos reformas constitucionales y más de 5 leyes. 
En 2011 hizo parte del equipo que diseñó la estrategia de seguridad para Centroamérica como parte de un esfuerzo del BID y la SICA. Ha publicado diversos artículos en revistas y periódicos nacionales e internacionales.

## Publicaciones
- La Paz sobre la Mesa[2] (1998).
- Consultoría Internacional la Reforma Política en Colombia (1999).
- Participación y Fortalecimiento Institucional a nivel local en Colombia[3] (2001).
- Colombia: Between Terror and Reform[4] (2001).
- Bogotá, Anatomía de una Transformación: Políticas de Seguridad Ciudadana 1995-2003[5] (2004).
- La llegada del Dragón[6] junto con Noemí Sanín (2013).
- Insumos para la Reformulación de la Política Pública del Deporte en Colombia[7] (2015).
- Plan Decenal de Cultura 2016-2026 del Departamento de Cundinamarca[8] (2015).
- La auctoritas en el pensamiento de Santo Tómas de Aquino[9] (2015).